# XXIX Corpo de Exército (Alemanha)
O XXIX Corpo de Exército (em alemão: XXIX Armeekorps) foi um corpo de Exército da Alemanha durante a Segunda Guerra Mundial. O Corpo foi criado no dia 20 de Maio de 1940 em Wehrkreis IV.

## Comandantes
| Comandante                                                                      | Data                                         |
| ------------------------------------------------------------------------------- | -------------------------------------------- |
| General der Infanterie Hans von Obstfelder                                      | 1 de Junho de 1940 - 21 de Maio de 1943      |
| General der Panzertruppen Erich Brandenberger                                   | 21 de Novembro de 1943 - 30 de Junho de 1944 |
| General der Artillerie Anton Reichard Freiherr von Mauchenheim und Bechtolsheim | 2 de Julho de 1944 - 1 de Setembro de 1944   |
| General der Infanterie Kurt Röpke                                               | 1 de Setembro de 1944 - 8 de Maio de 1945    |

## Área de Operações
- Alemanha, França e Polônia   (Junho de 1940 - Junho de 1941)[2]
- Frente Oriental, Setor Sul (Junho de 1941 - Maio de 1945)

## Serviço de Guerra
| Data   | Exército                | Grupo de Exércitos | Lugar               |
| ------ | ----------------------- | ------------------ | ------------------- |
| Jun 40 | OKH-Reserva             |                    |                     |
| Jul 40 | 9º Exército             | A                  | Norte da França     |
| Jan 41 | 9º Exército             | A                  | Norte da França     |
| Mar 41 | 17º Exército            | B                  | Generalgouvernement |
| Mai 41 | 6º Exército             | A                  | Generalgouvernement |
| Jun 41 | 6º Exército             | Süd                | Bug, Kiew, Belgorod |
| Jan 42 | 6º Exército             | Süd                | Belgorod            |
| Ago 42 | z. Vfg.                 | B                  |                     |
| Set 42 | [[8º Exército Italiano] | B                  | Don                 |
| Jan 43 | Armee-Abteilung Hollidt | Don                | Donez, Don          |
| Mar 43 | Armee-Abteilung Hollidt | Süd                | Mius                |
| Abr 43 | 6º Exército             | Süd                | Mius                |
| Out 43 | 6º Exército             | A                  | Dnjepr, Kriwoi Rog  |
| Nov 43 | 1º Exército Panzer      | Süd                | Dnjepr, Kriwoi Rog  |
| Jan 44 | 6º Exército             | Süd                | Dnjepr, Kriwoi Rog  |
| Mar 44 | 6º Exército             | A                  | Uman                |
| Abr 44 | 6º Exército             | Südukraine         | Bug, Dnjestr        |
| Jun 44 | 3. rumänische Armee     | Südukraine         | Kischinew           |
| Ago 44 | 6º Exército             | Südukraine         | Siebenbürgen        |
| Set 44 | z. Vfg.                 | Südukraine         | Siebenbürgen        |
| Out 44 | 8º Exército             | Südukraine         | Oberungarn          |
| Jan 45 | 8º Exército             | Süd                | Gran                |
| Abr 45 | 1º Exército Panzer      | Mitte              | Mähren              |

## Ordem de Batalha
8 de Junho de 1940
- 207ª Divisão de Infantaria
- 297ª Divisão de Infantaria
- 78ª Divisão de Infantaria
- 170ª Divisão de Infantaria
- 296ª Divisão de Infantaria
- 35ª Divisão de Infantaria
- 206ª Divisão de Infantaria
- Arko 102

3 de Setembro de 1941
- 95ª Divisão de Infantaria
- 75ª Divisão de Infantaria
- 299ª Divisão de Infantaria
- 99ª Divisão de Infantaria
- 71ª Divisão de Infantaria
- Arko 102

2 de Janeiro de 1942
- 75ª Divisão de Infantaria
- 1/3 der 168ª Divisão de Infantaria
- 1/3 der 57ª Divisão de Infantaria
- 2/3 der 299ª Divisão de Infantaria
- Arko 102

24 de Junho de 1942
- 75ª Divisão de Infantaria
- 168ª Divisão de Infantaria
- 57ª Divisão de Infantaria
- Arko 102

22 de Dezembro de 1942
- Division Sforzesca
- Reste Division Celere
- Brigade Schuldt
- XXXV Corpo Italiano
- Arko 102

16 de Fevereiro de 1943
- 79ª Divisão de Infantaria
- 23ª Divisão Panzer
- Arko 102

7 de Julho de 1943
- Gruppe Recknagel
- 15. Luftwaffen-Feld-Division
- 17ª Divisão de Infantaria
- 336ª Divisão de Infantaria
- Arko 102

7 de Agosto de 1943
- 294ª Divisão de Infantaria
- 111ª Divisão de Infantaria
- 15. Luftwaffen-Feld-Division
- 17ª Divisão de Infantaria
- 336ª Divisão de Infantaria
- Arko 102

26 de Dezembro de 1943
- 2/3 der 335ª Divisão de Infantaria
- 97. Jäger-Division
- 9ª Divisão de Infantaria
- Arko 102

16 de Setembro de 1944
- 4. SS-Polizei-Panzer-Grenadier-Division
- IV. ungarisches Korps
- VII. ungarisches Korps
- Arko 102

1 de Março de 1945
- Kampfgruppe 76ª Divisão de Infantaria
- 15ª Divisão de Infantaria
- 101. Jäger-Division
- 24. ungarische Division
- Parte da 5. ungarische Division
- Arko 102